# موتور نواب جدغال
موتور نواب جدغال (بالفارسية: موتور نواب جدگال) هي منطقة سكنية تقع في سيستان وبلوتشستان في إيران. يقدر عدد سكانها بـ 108 نسمة .